# فلاي بغداد
فلاي بغداد هي شركة عراقية خاصة مستقلة قام بتأسيسها بعض رجال أعمال عراقيين مختصة في مجال السفر الجوي من العراق وإلى دول العالم. تأسست في يوم 15-1-2014.
عند انطلاقتها الجديدة، فلاي بغداد هي أول شركة استخدمت أحدث وسائل التكنولوجيا في العراق، تحت شعار (سعر أقل…سفر أكثر) بعد أن تم حل مجلس الإدارة القديم بالكامل، وتأسيس مجلس إدارة بخطة تشغيلية جديدة، بدأت تطبيق مبدأ الحجز الإلكتروني باستخدام وسائل الدفع المحلية بكادر إداري جديد مطلع عام 2017 حيث ابتدأت فلاي بغداد مشوارها الرسمي في الرابع عشر من شهر شباط للعام نفسه.

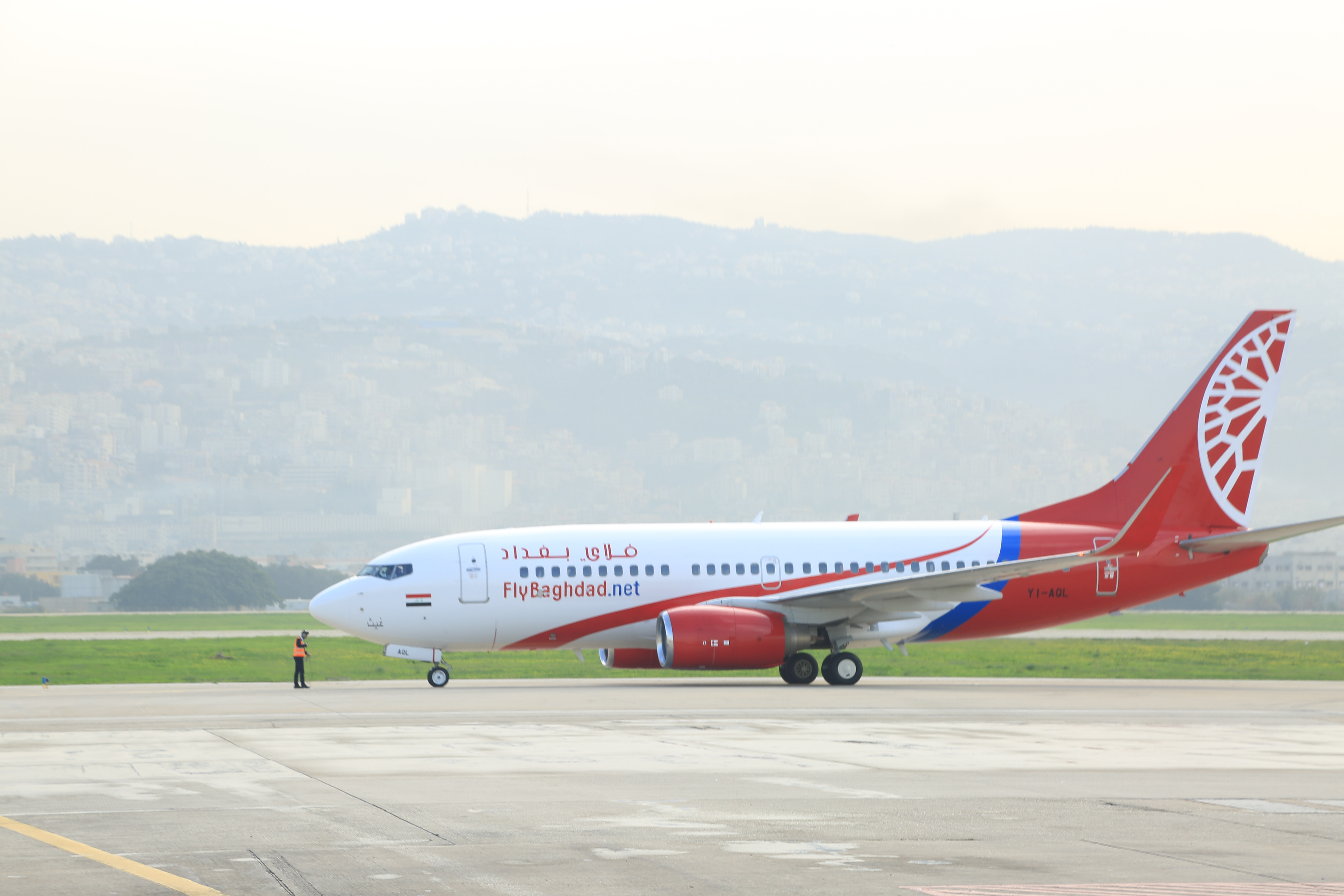
بوينغ 737-700

## الرحلات
أتمّت الشركة أول رحلة لها في يوم 19-6-2015 حيث أقلعت طائرة بومباردييه سي آر جيه 200 من مطار بغداد الدولي إلى مطار أربيل الدولي وتمت الرحلة بنجاح.

## الوجهات
| الدولة   | المدينة         | المطار                                |
| -------- | --------------- | ------------------------------------- |
| العراق   | بغداد           | مطار بغداد الدولي                     |
| العراق   | اربيل           | مطار أربيل الدولي                     |
| العراق   | النجف           | مطار النجف الدولي                     |
| إيران    | طهران           | مطار الإمام الخميني الدولي            |
| إيران    | مشهد            | مطار مشهد الدولي                      |
| باكستان  | كراتشي          | مطار جناح الدولي                      |
| باكستان  | لاهور           | مطار علامه إقبال الدولي               |
| السعودية | المدينة المنورة | مطار الأمير محمد بن عبد العزيز الدولي |
| سوريا    | دمشق            | مطار دمشق الدولي                      |
| تركيا    | إسطنبول         | مطار صبيحة كوكجن الدولي               |
| تركيا    | إسطنبول         | مطار إسطنبول الدولي                   |
| تركيا    | أنقرة           | مطار إيسنبوغا الدولي                  |
| الأردن   | عمان            | مطار الملكة علياء الدولي              |
| لبنان    | بيروت           | مطار بيروت رفيق الحريري الدولي        |
| تركيا    | إسطنبول         | مطار إسطنبول الدولي                   |

## الكادر
```
هناك كوادر محلية و اجنبية أيضا في الشركة.

الشعار القديم

```

## وصلات خارجية
- فلاي بغداد